# Ерёмины
Ерёмины (Еремины) — древний русский дворянский род.
Род внесён в родословную книгу: Воронежской, Нижегородской, Саратовской, Тверской губерний.
Род внесён в число дворянских фамилий Войска Донского.

## История рода
Иван Григорьевич Ерёмин служил в детях боярских по Ряжску († до 1585). Борис Иванович владел поместьем в Рязанском уезде (1590-х). Семён Сафронович вёрстан новичным окладом по Карачеву, а Данила Истомин по Ржеве Володимеровой (1594). Воронежские городовые дворяне, дети боярские Семён Иванович и Наум Яковлевич вёрстаны новичными окладами (1620—1630). Потомство Емельяна Ерёмина испомещалось в Старо-Оскольском уезде.
Артемий Ерёмин владел населённым имением (1699).

## Известные представители
- Ерёмин Дмитрий Иванович — младший унтер-офицер, контужен (февраль 1915), за мужество и храбрость в боях (15-18 августа 1914) награждён орденом Святого Георгия 4-й степени (приказ № 58 от 16.05.1915).
- Ерёмин Николай Игнатьевич — награждён от имени Его императорского Величества (25.08.1915), как инвалид прибывший из плена, орденом Святого Георгия 4-й степени[2]